# 7545 Smaklösa
7545 Smaklösa è un asteroide della fascia principale. Scoperto nel 1978, presenta un'orbita caratterizzata da un semiasse maggiore pari a 2,2622689 UA e da un'eccentricità di 0,2320597, inclinata di 6,51732° rispetto all'eclittica.